# Sogdiana
Sogdiana är också artistnamnet för Netjitajlo Oksana Vladimirovna, sångerska från Uzbekistan, född 17 februari 1984 i Tasjkent.

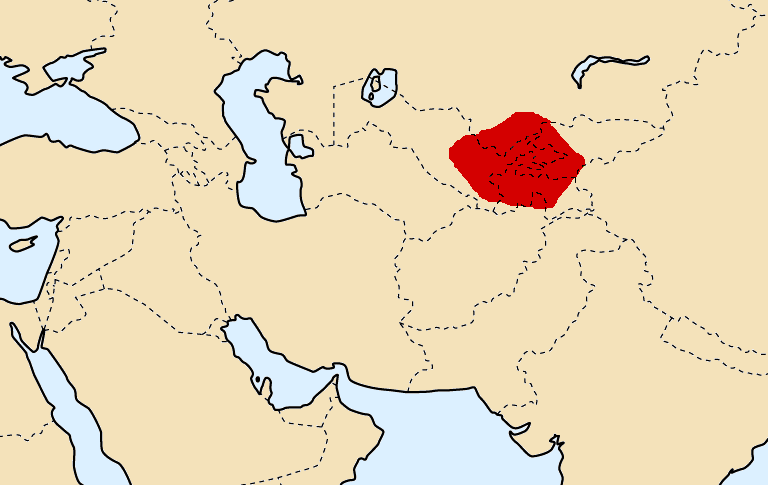
Sogdiana, ca. 300 f.Kr.

Sogdiana är området kring floden Zeravsjan i Transoxanien med Samarkand (Marakanda) som huvudort. Namnet Sogdiana är härlett från sogderna, det folk som bodde i Sogdiana och talade sogdiska. Namnet Sogdiana används ibland också som namnet på en historisk persisk provins. Det är dock oklart om Sogdiana var en egen provins eller en del av Baktrien.
Området erövrades på 500-talet f.Kr. av perserkungen Kyros den store och införlivades i det akemenidiska riket. 329 f.Kr. föll området efter hårda strider mot Alexander den store. Sogdiana var därefter en del av Baktrien tills det erövrades av nomader på 100-talet f.Kr. Från 300-talet e.Kr. föll området sönder i ett antal små furstendömen, vilka kontrollerade en betydande del av handeln på Sidenvägen. Den höga kulturella nivån i dessa furstendömen, med influenser från såväl öst som väst, har påvisats vid utgrävningar av välbevarade ruinrester av sogdiska huvudstäder i Pendzjikent och Afrasaib. De sogdiska smårikena bildade aldrig en egen stat och var därför lätta offer för de arabiska erövrarna på 700-talet. Hästarna från Sogdiana och Ferganadalen var vida berömda och hett eftertraktade av bland annat kineserna.
Sidentyger som förmodligen kommer från Sogdianska kulturområden har påträffats i båtgravar i uppländska Valsgärde.

## Historia

### Förhistoria
Väldigt lite är känt om Sogdianas förhistoria. Arkeologiska fynd har visat att området beboddes av en bronsålderskultur sedan åtminstone 4000 f.Kr. och att denna kultur i början av järnåldern kom att bli bortträngda av migrerande indoeuropeiska stammar. En av dessa stammar var sogderna som kom att ge området dess namn.

### Akemenidiska imperiet
Sogdiana kom att erövras av det akemenidiska imperiet under Kyros den stores centralasiatiska kampanjer 546–539 f.Kr. och kom därmed att tillsammans med Baktrien utgöra imperiets nordöstra del. Under Dareios I:s tid infördes det arameiska alfabetet och användandet av mynt till området. Dareios inlemmade även sogderna i den akemenidiska armén där de kom att tjäna som både kavalleri och infanteri. De sogdiska soldaterna kom senare att delta i Xerxes I:s misslyckade kampanj mot Grekland 480 f.Kr. Skrifter från Susa under perioden visar vidare att Sogdiana var det akemenidiska imperiets huvudsakliga leverantör av Lapis lazuli och Karneol. Då ingen Satrap (guvernör) av Sogdiana nämns i de akemenidiska skrifterna tror många historiker idag att Sogdiana styrdes från Baktrien.
Sogdiana tros ha kontrollerats av akemeniderna fram till cirka 400 f.Kr. då den svage kungen Artaxerxes II styrde imperiet. Stora delar av det akemenidiska imperiet gjorde då uppror och vissa delar lyckades helt befria sig från akemeniderna. Centralasien återtogs snabbt men Sogdiana verkar ha lämnats ifred och de skulle förbli självständiga fram till Alexander den stores erövringar.
Under akemeniderna verkar sogderna själva till stor del ha varit ett nomadiskt folkslag och de ansågs därmed svårkontrollerade då deras livsstil ofta innebar att de begav sig av utanför rikets gränser. De verkar ha haft täta kontakter med Yuezhifolket som de möjligen var besläktade med och de hade därmed tillgång till handel med Kina. Vilket gjorde dem till en värdefull del av det akemenidiska imperiet.

### Hellenistiska eran
När det akemenidiska imperiet led mot sitt slut var sogderna ett fritt och krigiskt folkslag som ofta stred mot skyterna som drog ned från stäpperna i norr. De hade även uppfört flera fästningar i sitt bergiga hemland vilket gjorde området svårt att erövra och kombinationen av ett svårerövrat område och skydd från skyterna kan ha varit vad som ledde till att akemeniderna aldrig försökte återerövra Sogdiana efter att de befriat sig från dem. När Dareios III mördades under den makedoniska invasionen av det akemenidiska imperiet anslöt sig Sogdiana till Bessos (satrapen av Baktrien) och dennes arméer i kriget mot Makedonien. Detta resulterade i att makedonierna invaderade Sogdiana 327 f.Kr.
En av de mest kända händelserna under den makedoniska kampanjen var belägringen av den Sogdiska klippan, en fästning under den sogdiska hövdingen Ariamazes. Alexander intog fästningen genom att låta 300 män utrustade med tältpinnar och rep klättra upp för klippan i skydd av mörkret. De 300 männen lyckades inta fästningen och efter belägringen presenterades Alexander för den sogdiska prinsessan Roxana som han senare gifte sig med. Roxana kom att föda Alexander IV av Makedonien som 323 f.Kr. ärvde hela det makedoniska imperiet av sin far. Alexander var dock endast ett litet barn och riket slets snabbt sönder av diadochierna (Alexander den stores generaler) i deras strävan att skapa sina egna riken.
Efter erövrandet av Sogdiana uppförde Alexander flera utposter i området som garnisonerades med makedoniska veteraner och han gjorde Sogdiana och Baktrien till samma administrativa område. Han hade dock knappt lämnat området innan ett sogdiskt uppror bröt ut. En sogdisk adelsman vid namn Spitamenes allierade sig med skyterna och inledde därefter en serie anfall mot de makedoniska trupperna i Sogdiana. Alexander tvingades åter igen in i Sogdiana och tillsammans med lojala sogder och baktrier lyckades makedonierna krossa upproret. För att förhindra fler uppror i området beordrade Alexander sina generaler att även de skulle gifta sig med sogdiska prinsessor. Prinsessan Apala som var dotter till Spitamenes giftes bort med Seleukos I och kom därmed att bli mor till Antiochos I som en dag skulle härska över det Seleukidiska imperiet.
Sogdianas militära makt återhämtade sig aldrig från det makedoniska erövrandet och det misslyckade upproret men 248 f.Kr. gjorde de sig självständiga från det Seleukidiska imperiet tillsammans med Baktrien och det Grekisk-baktriska riket skapades därmed. Sogdiana gjorde några försök att skapa en självständig stat separerat från Baktrien men dessa försök misslyckades. 145 f.Kr. invaderades Sogdiana av Saker och sedan Yuezhier som erövrade området och 40 f.Kr. blev de del av Kushanimperiet som grundats av yuezhierna. de skulle senare bli fria igen på 300-talet f.Kr. och kom därefter att existera som en grupp mindre kungadömen av och till styrda av parthierna och sedan sasaniderna.

### Den arabiska erövringen
i början av 700-talet e.Kr. inledde den umayyidiske guvernören Qutayba ibn Muslim av Khorasan en invasion av Sogdiana som snabbt lyckades erövra området. Dock startade flera uppror i området när Qutaybas efterträdare Al-Jarrah ibn Abdallah tog över som guvernör 717 e.Kr. Upproren berodde på förändringar kring vilka som var tvungna att betala Jizya (en skatt för icke-muslimer i muslimska riken). Förändringen innebar att individer nu måste kunna arabiska och vara omskurna för att slippa skatten och Sogderna föll utanför den kategoriseringen trots att de flesta av dem konverterat till Islam efter den tidigare erövringen. Sogderna allierade sig med de turkiska Türgeshstammarna och tillsammans lyckades de driva ut araberna ur Samarkand och Sogdiana. Umayyidkalifatet gjorde ett misslyckat försök att återerövra området men det var först 720 e.Kr. som upproret slutligen avslutades. Sa'id ibn Amr al-Harashi var då på väg mot Sogdiana med en stor armé. Gurak, som var en av upprorsledarna, insåg att motstånd mot denna armé skulle vara värdelöst och han övertygade därmed sina följare att åter igen svära trohet till umayyiderna medan upprorsledaren Divashtich flydde upp i bergen och upprorsledaren Karzanj flydde till Farghanah. Karzanj blev dock förrådd av Farghanas kung at-Tar och de dräptes i Khujandområdet av al-Harashi och hans armé.
750 f.Kr. föll Umayyidriket till Abbasidkalifatet som snabbt stärkte sin kontroll över Centralasien efter en seger mot Kina i slaget vid Talas. Detta resulterade i att Kina drog sig tillbaka och i tomrummet som blev efter dem skapades det samanidiska imperiet. Samaniderna deklarerade abbasiderna som sina överherrar men de gavs stor frihet under abbasidernas styre. Trots att det samanidiska imperiet uppehöll sodernas rättigheter som folkgrupp började deras språk och traditioner sakta att falla i glömska och sogderna blev mer och mer islamiserade. 999 f.Kr. erövrades Sogdiana av Kara-Khanid khanatet och de föll senare till Khwarezmimperiet.
Under det tidiga 1200-talet e.Kr. plundrades Sogdiana svårt av mongolerna men på 1370-talet e.Kr. upplevde området en uppsving under Timur Lenk och hans timuriska imperium när han gjorde Samarkand till sitt rikes huvudstad. Vid denna tid var Sogdianernas tid som en separat kultur sedan länge borta.